# Rio Arapiuns
Rio Arapiuns är ett vattendrag i Brasilien.   Det ligger i delstaten Pará, i den centrala delen av landet, 1 700 km nordväst om huvudstaden Brasília.
Runt Rio Arapiuns är det glesbefolkat, med 20 invånare per kvadratkilometer.